# Lastomerci
Lastomerci – wieś w Słowenii, w gminie Gornja Radgona. W 2018 roku liczyła 113 mieszkańców.